# RUS Med Team
RUS Med Team, es un equipo argentino de automovilismo de velocidad. Fue fundado en el año 2019 por iniciativa del empresario Mauro Medina, propietario de la firma Consultoras Med, con el apoyo de Juan Carlos Lucio Godoy, presidente de la empresa de seguros Río Uruguay Seguros, conocida también por sus siglas RUS. 
Su creación se dio a colación de la experiencia previa acumulada por Medina en la categoría Turismo Nacional, donde estableció una alianza con el preparador José Martos, con quien conquistaron el campeonato 2016 de la Clase 3 del Turismo Nacional con el piloto Emanuel Moriatis. Con el objetivo de extender sus éxitos hacia otras categorías, en 2019 establecieron su equipo dentro de las divisiones inferiores de la Asociación Corredores de Turismo Carretera, con los pilotos Ian Reutemann en TC Pista Mouras y Pedro Boero en TC Mouras. Tras finalizar esta temporada, donde Reutemann se quedó con el subcampeonato de TC Pista Mouras, la sociedad toma caminos separados uniéndose Medina a Lucio Godoy para constituir el RUS Med Team.
Esta escudería adoptó un sistema de trabajo conocido como "escudería tercerizada", por la cual los autos son propiedad del equipo y los pilotos responden al mismo, pero la preparación, logística y puesta en pista queda a cargo de equipos ya consolidados en el ámbito. Por este motivo, RUS Med Team supo llevar adelante alianzas con equipos y preparadores como Ramiro Galarza, Alberto Canapino, Ignacio Cordich o Guillermo Giavedoni. 
En el año 2022 el equipo absorbió parte de lo que fue el equipo de Alberto Canapino, luego del fallecimiento de este preparador a principios de 2021 y de haber colaborado con su hijo Agustín durante dicha temporada, constituyendo un grupo propio de trabajo para las categorías Turismo Carretera, TC Pista y TC Mouras con Guillermo Cruzzetti como Director Técnico, mientras que para TC Pick Up y TC Pista Mouras contrata los servicios de Giavedoni Sport en forma tercerizada. Al mismo tiempo, anunció su desembarco en la Fórmula 3 Metropolitana junto al equipo Castro Racing.
En 2023 continuó su participación en las diferentes divisiones de ACTC, conquistando su primer título a nivel nacional de la mano de Elio Craparo, quién obtuvo el primer campeonato de la categoría TC Pista Pick Up. En 2024 y continuando su plan de expansión,  desembarcó en la Clase 3 del Turismo Pista, sellando un acuerdo con el equipo Febase Performance, para la incursión de Matías Canapino al comando de un Chevrolet Onix.

## Historia

### Previa
En 2016, Mauro Medina, titular de Consultora Med, había arribado a un acuerdo comercial con el preparador de Turismo Nacional José Martos, por el cual el equipo que este último regenteaba en dicha categoría pasaba a ser conocido como Martos Med Competición, recibiendo a su vez apoyo comercial de Ford Motor de Argentina.  Bajo esta denominación, el equipo cobró notoriedad al conquistar el campeonato 2016 de la Clase 3 del Turismo Nacional de la mano de su piloto Emanuel Moriatis, quien venía de ser subcampeón el año anterior por detrás del cordobés Facundo Chapur.  Desde ese momento, el Martos Med comenzó a ser referencia dentro de la categoría, protagonizando distintas definiciones de campeonato, sin embargo, las aspiraciones de Medina iban más allá de las participaciones dentro del TN, por lo que le propuso a su socio la posibilidad de incursionar en una nueva categoría nacional. De esta forma, en 2019 tuvo lugar la presentación del equipo RUS Martos Med Competición para las divisiones inferiores de la Asociación Corredores de Turismo Carretera, siendo puestas en pista dos unidades Dodge Cherokee, la primera confiada al joven Ian Reutemann para competir en el TC Pista Mouras y la segunda para Pedro Boero, piloto del TC Mouras. Durante la temporada, la sociedad mantiene su mirada en los distintos frentes, cerrando el año con los subcampeonatos de Reutemann en el TCPM y de Moriatis en la Clase 3. A pesar de ello, la sociedad decide tomar caminos separados dedicándose Martos exclusivamente al Turismo Nacional y Medina buscando socios para continuar su proyecto dentro de ACTC. La respuesta llegó de la mano del presidente de Río Uruguay Seguros, Juan Carlos Lucio Godoy, quien a su vez supo ser patrocinante incondicional del equipo Martos Med en todas sus categorías. De esta forma, una nueva etapa comenzó a tomar forma para Mauro Medina, desembocando en la presentación de un nuevo equipo en el automovilismo argentino.

### Creación del RUS Med Team
Luego de anunciar con José Martos sus intenciones de continuar por caminos separados, Mauro Medina obtiene respaldo por parte de Juan Carlos Lucio Godoy, presidente de Río Uruguay Seguros, para llevar adelante la creación de una escudería dedicada a la promoción de talentos en el automovilismo argentino, por lo que al finalizar la temporada 2019 y de cara al venidero 2020, deciden cerrar un acuerdo con el preparador y expiloto Ramiro Galarza para la provisión de espacio físico y atención de las unidades del equipo. De esta forma y una vez finalizados los campeonatos de automovilismo de Argentina, se llevó a cabo la presentación de la escudería RUS Med Team, con intenciones de participar en las divisiones formativas de ACTC, incluyendo en este caso al TC Pista. Para ello, la novel escudería presenta un plantel que incluyó a Esteban Agustín Cístola y Pedro Boero en el TC Pista, a Ian Reutemann en el TC Mouras y a Tomás González en el TC Pista Mouras, todos con unidades Dodge Cherokee.
La escudería debutó en la temporada 2020, presentándose en los distintos frentes para los que se había anunciado. A la par del acuerdo firmado con Galarza para la atención de sus coches, Mauro Medina firmó un acuerdo con el chasista Alberto Canapino para obtener asesoramiento técnico y logístico. Sin embargo, tras haberse disputado las dos primeras fechas de la temporada 2020 de TC Pista y el posterior cese de las actividades deportivas a causa de la pandemia por COVID-19 declarada en Argentina, echaron por tierra los objetivos de la sociedad con Ramiro Galarza, por lo que Medina optó por integrarse y colaborar 100% con el Centro Tecnológico Canapino para incursionar en el TC Pista, cediéndole a Galarza la participación en las divisiones formativas de ACTC. Si bien el equipo se presentó renovado, poniendo en pista dos unidades Ford Falcon para Boero y Cístola, sobre final de temporada se produjo la baja de este último, abriéndole al RUS Med Team nuevas posibilidades en sus planes de trabajo. De esta forma, el equipo anunció días más tarde su ingreso al Turismo Carretera, propiciando el regreso del piloto Alan Ruggiero, quien previamente se había desvinculado del equipo de Omar Martínez.
En 2021, RUS Med Team se presentó por primera vez adoptando el sistema de "escudería tercerizada", ya que además de consolidar su cooperación con el Centro Tecnológico Canapino, también anunció alianzas con otros preparadores para sus participaciones en otras categorías. Inicialmente, fue anunciada la continuidad en el Turismo Carretera junto al piloto Alan Ruggiero sobre un Ford Falcon y en el TC Pista con Pedro Boero al comando de un Torino Cherokee, todos bajo la atención del equipo de Alberto Canapino. A la par de Boero, dentro del TC Pista se integraba a la estructura Matías Canapino al comando de un Chevrolet Chevy, pero con atención del equipo de Ignacio Cordich. Al mismo tiempo, fueron presentados también los representantes de la escudería en las categorías TC Pista Mouras y TC Pick Up, siendo confirmados los pilotos Juan María Nimo al comando de un Chevrolet y Pedro Boero sobre una Toyota Hilux respectivamente, pero en este caso ambos con atención del equipo de Guillermo Giavedoni. Al mismo tiempo, Mauro Medina asumió actividad extra al convertirse en Director Comercial de la Squadra Canapino, equipo con el que Agustín Canapino iba a tomar partido en el campeonato Turismo Carretera.
Sin embargo, cuando todo hacía creer que se había mostrado un equipo con potencial ganador, la repentina muerte de Alberto Canapino, días antes del inicio del torneo, trastocó los planes. Tras un arranque prometedor, donde Agustín Canapino se llevó la primera fecha, la salida del motorista Lucas Alonso (abandonó el equipo, yendo a trabajar con José Manuel Urcera) se hizo sentir. Ésta y la ausencia de Alberto terminaron diluyendo la imagen mostrada a principio de año, resignando Canapino el título por segundo año consecutivo.

### Reorganización
El final de la temporada 2021 trajo aparejadas varias noticias para el RUS Med Team de cara a la Temporada 2022. En primer lugar, el equipo renovó sus alianzas con el fin de asegurar su presencia en las distintas categorías de ACTC. De esta forma, se aseguraban los servicios del Centro Tecnológico Canapino para su participación en el TC, en TC Pista y el TC Mouras, mientras que en TC Pista Mouras y TC Pick Up seguía vigente el acuerdo con Guillermo Giavedoni. La novedad llegó con el ingreso de RUS Med Team a la Fórmula 3 Metropolitana, recibiendo atención del equipo Castro Racing.
En cuanto a los pilotos elegidos para competir, en el TC fue confirmado Alan Ruggiero al comando de un Ford, mientras que se incorporó Juan Martín Bruno con un Torino. Por el lado del TC Pista, dos Torino fueron puestos para Pedro Boero e Ian Reutemann. En el TC Mouras fue anunciada la contratación de Maximiliano Vivot, a quien le fue confiada una unidad Dodge, mientras que en TC Pista Mouras fueron presentados Juan María Nimo con un Chevrolet y Thomas Ricciardi con un Ford. Al mismo tiempo, la presencia en la TC Pick Up continuó a cargo de Pedro Boero, al comando de la Toyota Hilux atendida por Guillermo Giavedoni. Finalmente, el plantel se completó con los representantes del equipo para debutar en la Fórmula 3 Metropolitana: Genaro Rasetto, Juan Pablo Guiffrey, Santiago Biagi e Ignacio Monti.
Sin embargo, a pesar de los anuncios realizados en la presentación oficial del equipo para la temporada 2022, a días de iniciarse el campeonato de TC, se conoció la doble noticia de la incorporación de Agustín Canapino al JP Carrera y el consecuente cierre del taller de Canapino Sport, lo que provocó que parte del personal que trabajaba para dicho taller, sea absorbido por RUS Med Team, entre ellos Guillermo Cruzzetti, quien asumió plenipotencialmente la dirección técnica de este equipo.

## Participaciones en categorías de ACTC
| Categorías | Turismo Carretera | TC Pista | TC Mouras | TC Pista Mouras | TC Pick Up | TC Pista Pick Up | F3 Metro | TP Clase 3 |
| ---------- | ----------------- | -------- | --------- | --------------- | ---------- | ---------------- | -------- | ---------- |
| Temporadas | -                 | -        | 2019      | 2019            | -          | -                | -        | -          |
| Temporadas | 2020              | 2020     | 2020      | 2020            | -          | -                | -        | -          |
| Temporadas | 2021              | 2021     | -         | 2021            | 2021       | -                | -        | -          |
| Temporadas | 2022              | 2022     | 2022      | 2022            | 2022       | -                | 2022     | -          |
| Temporadas | 2023              | 2023     | 2023      | 2023            | 2023       | 2023             | 2023     | -          |
| Temporadas | 2024              | 2024     | 2024      | 2024            | 2024       | 2024             | 2024     | 2024       |